# Ignacio de Moscú
Ignacio (en ruso: Игнатий; 1540–1620) fue un obispo de origen griego de la Iglesia Ortodoxa Rusa, que se convirtió en el segundo Patriarca de Moscú y toda Rusia entre 1605 y 1606, aunque este estatus es objeto de disputa, por lo que es frecuentemente omitida de la lista de patriarcas de Moscú.
Ignacio, según los registros, era de origen cretense. Vino a Rusia en 1595 como miembro de una misión eclesiástica enviada por el Patriarca de Constantinopla. Tomó parte en la coronación de Borís Godunov. A principios del siglo XVII, Ignacio fue nombrado arzobispo de Riazán. Después de la muerte de Godunov, se mostró partidario de Dimitri I e, incluso antes de que el pretendiente llegara a Moscú, ya estaba tomando juramento a sus seguidores en Tula.

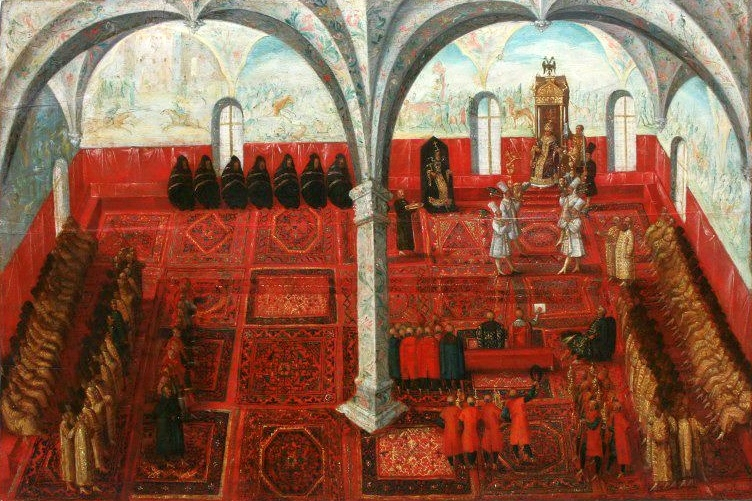
Ignacio presencia la recepción de los enviados polacos por Dmitri I «El Falso» en el Kremlin de Moscú.

El 30 de junio de 1605, Ignacio fue elegido patriarca por el concilio de obispos para reemplazar al Patriarca Job, exiliado por no reconocer los derechos del impostor al trono ruso. Ignacio coronó a este último el 21 de julio de 1605 y posteriormente coronó a su mujer, Marina Mniszech, oficiando también en su matrimonio. En ese momento, Ignacio era un firme opositor a la Unia.
Después del asesinato de Dimitri I «El Falso», Ignacio fue destituido de su sede y confinado en el monasterio Chúdov por orden del zar Basilio IV de Rusia. En 1610, el patriarca Ignacio estaba apoyando a Dimitri II. En 1611, fue liberado del monasterio por la ocupación de Moscú  de las fuerzas de la Mancomunidad de Polonia-Lituania y fue a Polonia, para posteriormente asentarse en Wilno. En ese momento incluso se convirtió de la ortodoxia a rito católico bizantino ruso, entrando en comunión completa con el Papa.
Debido a su papel activo en la instauración del primer falso Dimitri como zar de Rusia y su conversión a la Unia, Ignacio ha sido objeto de damnatio memoriae, de modo que a menudo no ha sido contado entre los patriarcas legítimos por la Iglesia Ortodoxa rusa. Debe ser comentado, a modo de apunte, que, a pesar de que su predecesor fue destituido por la fuerza, la legitimidad de la elección de Ignacio y su estatus como patriarca no fue cuestionado por sus contemporáneos.